# Rocky Mountain Metropolitan Airport
Rocky Mountain Airport (koder: IATA: BJC, ICAO: KBJC, FAA LID: BJC), tidligere Jeffco Airport, er en lufthavn der ligger mellem Denver og Boulder i Colorado, USA. Det er en mindre lufthavn, der omfatter Denvers foretningscentrum. Lufthavnen har tre landing- og startbaner.
| Luftfart | Spire Denne artikel om flyvning er en spire som bør udbygges. Du er velkommen til at hjælpe Wikipedia ved at udvide den. |

39°54′44″N 105°7′8″V / 39.91222°N 105.11889°V